# Andy Petrik
Ana Luiza Petrik Magalhães, conhecida também pelo pseudônimo de Andy Petrik (Porto Alegre, 11 de abril de 1944 — Rio de Janeiro, 14 de abril de 2018) foi uma arquiteta e urbanista brasileira. Foi diretora de  Urbanismo da cidade do Rio de Janeiro.

## Biografia
Sendo gaúcha, nascida em Porto Alegre, estudou no Colégio Farroupilha, onde mais tarde, já como arquiteta, Ana Luiza Petrik desenvolveria o projeto da primeira biblioteca desta unidade de ensino que seria inaugurada em 1968. Em 1967 Petrik graduou-se pela Faculdade de Arquitetura da
Universidade Federal do Rio Grande do Sul, onde conheceria o seu esposo Sérgio Ferraz Magalhães, que era seu colega de turma.
Em 1968, Andy Petrik muda-se para a cidade do Rio de Janeiro, que era o então estado Guanabara, e seria aí que ela desenvolveria sua carreira de arquiteta. No Rio de Janeiro passou a trabalhar no escritório de vários arquitetos, tais como Severiano Mário Porto. Em parceria com Silvia Pozzana e Clóvis de Barros e Sérgio Ferraz Magalhães, seu esposo, Ana Luiza Petrik criou o escritório de arquitetura "MBPP".
Com o MBPP, Petrik teve vários projetos de arquitetura premiados; os de maior relevância foram a Cidade Operária Provisória (1975), edificada no Paraná para a construção da usina de Salto Santiago e o Conjunto Habitacional Mirante da Taquara (Conjunto Habitacional do Cafundá) (1977), em Jacarepaguá, bairro do Rio de Janeiro.
Na Prefeitura da Cidade do Rio de Janeiro, durante as administrações dos prefeitos Cesar Maia e Luiz Paulo Conde, Ana Luiza Petrik tornou-se diretora de  urbanismo do Instituto Municipal de Urbanismo Pereira Passos (IPP). Neste cargo coordenou o projeto Rio-Cidade e o consequente novo mobiliário urbano da cidade, também orientou a reurbanização do Morro da Conceição e da Praça XV; desenvolve um plano de Recuperação da Zona Portuária da cidade.
Petrik, além da arquitetura, dedicou-se em atuar na área de saúde ao se transferir para a Secretaria Estadual de Saúde do Rio de Janeiro nos anos de 1980. Realizou seu mestrado em Saúde Pública pela Fundação Oswaldo Cruz (Fiocruz).
Faleceu em 2018 vítima de um câncer, sendo sepultada no Cemitério Memorial do Carmo, Rio de Janeiro; deixando o marido Sérgio Magalhães, três filhos e quatro netos. A Federação Nacional dos Arquitetos e Urbanistas (FNA) lamentou o seu falecimento.

## Homenagens
Andy Petrik recebeu como homenagem póstuma pela Prefeitura da Cidade do Rio de Janeiro a denominação de um logradouro público na cidade; desde 7 de maio de 2019 a antiga "Praça 7" passou a se denominar como Praça Ana Luiza Petrik, situada no bairro do Jardim Botânico;
Em dezembro de 2019, a Sociedade dos Engenheiros e Arquitetos do Estado do Rio de Janeiro (Seaerj), no evento da Semana de Arquitetura e Engenharia 2019, inaugurou a exposição “Mulheres da Arquitetura e Tecnologia” em homenagem à dez grandes profissionais femininas da área; entre as quais estava Ana Luiza Petrik (Andy Petrik), juntamente com  Clara Perelberg Steinberg, Olga Verjovsky, Marília da Silva Pares Regali, Ana Margarida Maria da Costa Couto e Fonseca, Elizabeth Espírito Santo, Maria Helena Falabella, Adelaide Maria Vacani Paixão, Nina Maria de Carvalho Elias Rabha e Lysia Maria Cavalcante Bernardes.